# Enantiomerfelesleg
Az enantiomerfelesleg a kémiában az enantiomerkeverékek összetételének jellemzésére használt mennyiség, az anyag tisztaságának mértéke. Ebben az esetben a szennyezés a nem kívánt enantiomer (a királis vegyület tükörképi párja). Általában „ee”-nek rövidítik (az angol elnevezés – enantiomeric excess – alapján).

## Definíció
Az enantiomerfelesleg a két enantiomer móltörtjének abszolút különbsége:
{\displaystyle \ ee=|F_{+}-F_{-}|\ }
ahol
{\displaystyle \ F_{+}+F_{-}=1\ }
A gyakorlatban többnyire százalékos értékben adják meg:
{\displaystyle \ ee=|F_{+}-F_{-}|\cdot 100\%\ }
Az enantiomerfelesleg más módon is meghatározható, ha ismerjük a keletkezett enantiomerek mennyiségét. Ha tudjuk, hogy az egyes enantiomerekből hány mól keletkezett, akkor:
{\displaystyle \ ee={{|R-S|} \over {R+S}}\cdot 100\%\ }
{\displaystyle \ R} és {\displaystyle \ S} a megfelelő enantiomerek mennyisége vagy hányada a keverékben.
Az enantiomerfelesleg az aszimmetrikus szintézis sikerességének egyik mérőszáma. Diasztereomerek keveréke esetén hasonló módon definiálják és használják a diasztereomer felesleg és a százalékos diasztereomer felesleg fogalmát.
Egy 70% R és 30% S izomert tartalmazó minta enantiomerfeleslege például 40%. Ezt az anyagot úgy is tekinthetjük, mint 40% tiszta R izomer és 60% racém elegy (mely a teljes mennyiséghez 30% R és 30% S izomerrel járul hozzá) keveréke.
Két enantiomer nem racém elegyének optikai forgatóképessége nullától különbözik. A keverék fajlagos forgatóképességének mérésével, a tiszta enantiomer fajlagos forgatóképességének ismeretében meghatározható az optikai tisztaság.
{\displaystyle \ o.t.={[\alpha ]_{m{\acute {e}}rt} \over [\alpha ]_{max}}\cdot 100\%\ }
Ideális esetben az egyes komponenseknek a teljes optikai forgatóképességhez történő hozzájárulása egyenesen arányos a komponens móltörtjével, és így az optikai tisztaság számértéke megegyezik az enantiomerfelesleg értékével. Emiatt elterjedt a két kifejezés nem hivatalos szinonimaként való használata, főként azért, mert az enantiomerfelesleg meghatározásának az optikai tisztaság mérése volt a hagyományos módja. Ma már azonban az egyes enantiomerek mennyiségét külön-külön is meg lehet mérni, például királis oszlopkromatográfia vagy NMR-spektroszkópia segítségével.
Az enantiomerfelesleg és az optikai tisztaság közötti azonosság nem mindig teljesül. Például:
- a (S)-2-etil-2-metilborostyánkősav fajlagos optikai forgatóképessége koncentrációfüggő
- a Horeau-effektus nevű jelenség miatt a mól alapú és az optikai forgatóképességen alapuló enantiomerfelesleg között nemlineáris kapcsolat is lehet, a borostyánkősav példájában 50% enantiomerfeleslegnél az optikai aktivitás a vártnál kisebb.
- az enantiomertiszta 1-feniletanol fajlagos forgatóképességét növeli a szennyezőként mellette levő akirális acetofenon.

Az enantiomerfelesleg fogalmát Morrison és Mosher vezette be 1971-ben megjelent Asymmetric Organic Reactions című publikációjukban. Az enantiomerfelesleg használata az optikai forgatással való kapcsolata miatt terjedt el. Volt olyan javaslat, hogy az ee helyett az er vagy er (S:R) vagy q (S/R) enantiomer arány (enantiomeric ratio) fogalmat kellene használni, mivel az optikai tisztaság mérését felváltották más, az R és S enantiomer mennyiségét közvetlenül mérő módszerek, és mert ezzel egyszerűsödne az egyensúlyi állandók és relatív reakciósebességek számításának matematikai kezelésmódja. Hasonló érvek vannak a diasztereomer feleslegről (de) a diasztereomer arányra (dr) való áttérés mellett is..

## Fordítás
- Ez a szócikk részben vagy egészben az Enantiomeric excess című angol Wikipédia-szócikk ezen változatának fordításán alapul.  Az eredeti cikk szerkesztőit annak laptörténete sorolja fel. Ez a jelzés csupán a megfogalmazás eredetét és a szerzői jogokat jelzi, nem szolgál a cikkben szereplő információk forrásmegjelöléseként.

## Külső hivatkozások
- https://web.archive.org/web/20090902153944/http://www.chem.science.unideb.hu/Oktatas/TKBE0304/TKBE0304Eload3.pdf
- https://books.google.com/books?id=etMn6bCjaE0C&printsec=frontcover&dq=enantiomer+excess&source=gbs_summary_s&cad=0